# Antje Bultmann
Antje Bultmann (* 1941) ist eine deutsche freie Journalistin, Wissenschaftsjournalistin Sachbuchautorin und Künstlerin.

## Leben
Antje Bultmann studierte Verhaltens- und Sozialwissenschaften in Heidelberg, Tübingen und Göttingen. Anschließend war sie zehn Jahre lang als Heimleiterin, Lehrerin und Dozentin tätig und absolvierte dann ein weiteres Studium an der Akademie der Bildenden Künste in Stuttgart. Danach leitete sie ein Projekt „Umweltschutz und Kirche“ in München.
Seit 1991 arbeitet Bultmann als freie Journalistin und Wissenschaftsjournalistin für verschiedene Zeitungen und Zeitschriften, unter anderem für die Süddeutsche Zeitung, das Münchner Sonntagsblatt,  für das ökumenische Magazin Publik-Forum, das Wissenschaftsmagazin W&F Wissenschaft & Frieden, Raum und Zeit, und die Schweizer Zeitschrift Zeitpunkt. Bultmanns Themenschwerpunkte sind Gerichtsreportagen, Risikotechnologien, Whistleblowing und Zivilcourage. In diesem Themenbereich veröffentlichte sie auch mehrere Sachbücher und organisierte Tagungen an der Evangelischen Akademien. Sie führte Interviews mit bekannten Persönlichkeiten, z. B. mit Klaus von Bismarck, Peter Ustinov, Jane Goodall, Carl Friedrich von Weizsäcker, José Lutzenberger, Karlheinz Böhm, Carl Amery. Aus diesem Themenbereich veröffentlichte sie auch mehrere Sachbücher.
Sie leitet seit 2001 als Nachfolgerin von Günter Emde die 1992 von ihm gegründete Ethikschutz-Initiative (ESI), ein Projekt des International Network of Engineers and Scientists for Global Responsibility (INES). Der Schwerpunkt liegt in einer ehrenamtlichen  Unterstützung von Whistleblowern. Bultmann war von 2005 bis 2007 Mitglied des Wissenschaftlichen Beirats der Deutschen Umweltstiftung und ist Gründungsmitglied des 2006 gegründeten Vereins Whistleblower-Netzwerk e. V., dessen Vorstand sie bis 2008 angehörte. Sie gehörte dem Stiftungsrat der Solbach-Freise Stiftung für Zivilcourage an, die jährlich einen Preis für Zivilcourage der Solbach-Freise-Stiftung verleiht.
Bultmann schlug Alarm gegen die Abhängigkeit der Wissenschaft von der Wirtschaft und plädiert für eine lebensfreundliche Wissenschaft. Sie hat sich seit 2012 der künstlerisch-wissenschaftlichen  Fotografie zugewandt (Wasserwelten). Mit Hunderten von unbekannten Wasseransichten weckt sie Aufmerksamkeit für die Komplexität und Verwundbarkeit des Lebens und für eine ökologisch nachhaltige Welt.
Bultmann gilt als „renommierte Expertin“ für das Thema „Whistleblowing und Zivilcourage“ und arbeitet daran, diesen Themenbereich über Publikationen und Tagungen öffentlich zu machen. Zudem berät und vernetzt sie Whistleblower und Medien.
Antje Bultmann lebt in Wolfratshausen.

## Auszeichnungen
2006 wurde sie für ihre Arbeit Zivilcourage und Whistleblowing für den Erhalt der Natur und den sozialen Frieden mit dem österreichischen Wissenschaftspreis Wiener Rupert-Riedl-Preis ausgezeichnet, der ihr vom Club of Vienna und der Stadt Wien verliehen wurde.

## Schriften
Autorenschaft
- Helden im Schatten der Gesellschaft. Zivilcourage und Whistleblowing. 1. Auflage. Michaels-Verlag, Peiting 2010, ISBN 978-3-89539-229-0.
- Whistleblower: Helden des Alltags? In: Hans Herbert von Arnim (Hrsg.): Defizite in Staat und Verwaltung. Beiträge auf der 10. Speyerer Demokratietagung vom 25. und 26. Oktober 2007 an der Deutschen Hochschule für Verwaltungswissenschaften Speyer. Duncker & Humblot, Berlin 2010, ISBN 978-3-428-13262-1, S. 47–54.
- Wissenschaft in der Falle. Zwischen Exzellenzgerangel und Nachhaltigkeitsanspruch. 1. Auflage. VAS Verlag für Akademische Schriften, Frankfurt am Main 2008, ISBN 978-3-88864-152-7. (Mit: Günter Altner)
- Für eine transparente und lebensfreundliche Wissenschaft und Technik. In: Anita Fabig, Kathrin Otte (Hrsg.): Umwelt, Macht und Medizin. Zur Würdigung des Lebenswerks von Karl-Rainer Fabig. Verlag Jenior, Kassel 2007, ISBN 978-3-934377-24-0, S. 291–298.
- Gefährliche Zivilcourage. Wie sich Whistleblower mit den Mächtigen anlegen. 1. Auflage. Westend-Verlag, Frankfurt am Main 2006, ISBN 3-938060-07-7. (Mit: Lothar Hausmann)
- Whistleblower – Das wache Gewissen unserer Gesellschaft. In: Antje Bultmann (Hrsg.:) Auf der Abschußliste. Wie kritische Wissenschaftler mundtot gemacht werden sollen. Naturwissenschaftler-Initiative Verantwortung für den Frieden, Droemer Knaur, München 2006, ISBN 3-426-77265-5, S. 17–36.
- Kratzer im Lack. Mobbing im Betrieb. In: Günter Grass et al. (Hrsg.): In einem reichen Land. Zeugnisse alltäglichen Leidens an der Gesellschaft. 3. Auflage. Steidl Verlag, Göttingen 2003, ISBN 3-88243-841-X, S. 64–75.
- „Das glaubt sowieso niemand.“ Das ruhelose Leben des Siegwart-Horst Günther. In: Günter Grass et al. (Hrsg.): In einem reichen Land. Zeugnisse alltäglichen Leidens an der Gesellschaft. 3. Auflage. Steidl Verlag, Göttingen 2003, ISBN 3-88243-841-X, S. 252–262.
- Unser täglich Gift. In: Antje Bultmann (Hrsg.): Vergiftet und alleingelassen. Die Opfer von Giftstoffen in den Mühlen von Wissenschaft und Justiz. Droemer Knaur, München 1996, ISBN 3-426-77214-0, S. 13–34.
- Experten im Zwielicht. In: Antje Bultmann et al. (Hrsg.): Käufliche Wissenschaft. Experten im Dienst von Industrie und Politik. 3. Auflage. Droemer Knaur, München 1994, ISBN 3-426-77115-2, S. 14–26.

Herausgeberschaft
- Auf der Abschußliste. Wie kritische Wissenschaftler mundtot gemacht werden sollen. Naturwissenschaftler-Initiative Verantwortung für den Frieden, Droemer Knaur, München 2006, ISBN 3-426-77265-5. (Rezension (Memento vom 10. Dezember 2012 im Webarchiv archive.today))
- Gewissenlose Geschäfte. Wie Wirtschaft und Industrie unser Leben aufs Spiel setzen. Droemer Knaur, München 2006, ISBN 3-426-77225-6. (Mitherausgeber: Hans-Jürgen Fischbeck; Rezension (Memento vom 11. Dezember 2012 im Webarchiv archive.today))
- Vergiftet und alleingelassen. Die Opfer von Giftstoffen in den Mühlen von Wissenschaft und Justiz. Droemer Knaur, München 1996, ISBN 3-426-77214-0. (Rezension (Memento vom 10. Dezember 2012 im Webarchiv archive.today))
- Käufliche Wissenschaft. Experten im Dienst von Industrie und Politik. 3. Auflage.  Droemer Knaur, München 1994, ISBN 3-426-77115-2. (Mitherausgeber: Friedemann Schmithals; Rezension (Memento vom 10. Dezember 2012 im Webarchiv archive.today))

Artikel
- Zivilcourage, Mut und Gewissen. Artikel in der UNESCO-Online-Enzyklopädie EOLSS (Encyclopedia of Life Support Systems), www.eolss.net, 2006. ( Abdruck des Beitrags in einer Publikation der Evangelischen Akademie Villigst, 2006.)
- World Transition, Civil Courage and Whistleblowing to Protect Social Peace. UNESCO-Online-Enzyklopädie EOLSS (Encyclopedia of Life Support Systems), www.eolss.net, 2006. (englisch)
- Ein Umweltschützer als Spion vor Gericht. Der „Whistleblower“ Nikitin. In: Wissenschaftsmagazin W&F Wissenschaft & Frieden, ISSN 0947-3971, 2002, Heft 2. (Ein Umweltschützer als Spion vor Gericht (Memento vom 19. Juli 2013 im Internet Archive))